# Sjabrovski
Sjabrovski (Russisch: Шабровский) is een nederzetting met stedelijk karakter in het zuidelijke buitengebied van het Russische stedelijke district Jekaterinenburg. De plaats ligt iets ten zuidoosten van Gorny Sjtsjit. Iets ten westen van de plaats ligt het treinstation Sjabrovskaja aan de spoorlijn tussen Jekaterinenburg en Tsjeljabinsk.